# Lista de jogadores notáveis do Sport Lisboa e Benfica
Durante a história do Benfica passaram grandes jogadores pelo clube, estes foram ídolos dos adeptos benfiquistas durante as várias épocas que estiveram no clube e conquistaram diversos titulos. Estes são os que mais se notabilizaram ao jogar pelo Sport Lisboa e Benfica, de acordo com o site oficial do clube:
Guarda Redes
- Robert Enke
- Jan Oblak
- Costa Pereira
- Manuel Bento
- Michel Preud'homme
- Júlio César
- José Henrique
- Bastos
- Ederson
- Silvino

Defesas Esquerdos
- Gustavo Teixeira
- Cruz
- Ângelo
- Minervino Pietra
- Álvaro
- Joan Capdevila
- Stefan Schwarz

Defesas Centrais
- Luisão
- Félix
- Germano
- Humberto Coelho
- Raúl
- Mozer
- Marchena
- Aldair
- Ricardo Gomes
- Carlos Gamarra
- Eurico
- Victor Lindelöf
- David Luiz
- Ezequiel Garay
- Bastos Lopes

| Defesas Direitos - António Veloso - Cavém - Manuel Serra - Mário João - Maxi Pereira - Nelson Semedo - Artur Correia Médios Centro - Mário Coluna - Albino - Francisco Ferreira - João Alves - Toni - Glenn Stromberg - Jonas Thern - Shéu Han - Valdo - Rui Costa - Pablo Aimar - Manuel Fernandes - Paulo Sousa - Kostas Katsouranis - Giorgos Karagounis - Enzo Pérez - Ljubomir Fejsa - Renato Sanches - André Gomes - Axel Witsel - Javi Garcia - Nemanja Matić - Ramires - Pizzi Médios Direitos - José Augusto - Francisco Palmeiro - Vítor Paneira - Carlos Manuel - Bernardo Silva - Diamantino Miranda - Ángel Di María - Karel Poborsky | Médios Esquerdos - Paulo Futre - Simão Sabrosa - Simões - Rogério - Chalana - Nicolás Gaitán - Rafa Avançados - Eusébio - Vítor Silva - Espírito Santo - João Vieira Pinto - Nené - José Águas - Santana - Claudio Caniggia - Torres - Óscar Cardozo - Mats Magnusson - Rui Jordão - Artur Jorge - Nuno Gomes - Javier Saviola - Jonas - Rodrigo - Pierre van Hooijdonk - Zoran Filipović - Vata - Mantorras - Fabrizio Miccoli - Raúl Jiménez - Haris Seferović - Rui Águas - João Félix - Tomislav Sokota - Miklós Fehér - José Antonio Reyes |